# Волиця (Прушковський повіт)
Волиця (пол. Wolica) — село в Польщі, у гміні Надажин Прушковського повіту Мазовецького воєводства.
Населення — 879 осіб (2011).
У 1975-1998 роках село належало до Варшавського воєводства.

## Демографія
Демографічна структура станом на 31 березня 2011 року:
|          | Загалом | Допрацездатний вік | Працездатний вік | Постпрацездатний вік |
| -------- | ------- | ------------------ | ---------------- | -------------------- |
| Чоловіки | 439     | 89                 | 304              | 46                   |
| Жінки    | 440     | 101                | 258              | 81                   |
| Разом    | 879     | 190                | 562              | 127                  |